# 甲寿坊
甲寿坊位于中国浙江省宁波市鄞州区东吴镇天童森林公园山腰山道之上，民国牌坊，建于1924年，由信徒出资所建，柱底设抱鼓石，牌坊北西侧5.5米处有甲寿泉，由青石砌筑，旁设一碑，是天童寺重要景观之一，2010年9月公布为鄞州区文物保护单位:428。